# Алі (сибірський хан)
Алі-хан (д/н — 27 жовтня 1641) — фактично останній сибірський хан у 1598—1607 роках.

## Життєпис
Походив з династії Чингізидів, гілки Шибанідів. Син сибірського хана Кучума. Ймовірно замолоду долучився до військових походів батька. 1582 року під час вторгнення до Сибірського ханства козаків на чолі з Єрмаком був відсутній у Кашлику, оскільки батько відправив його з військом для нападу на землі Строганових у долині річки Чусова.
1583 році почав боротьбу проти загарбників. 1584 року мусив діяти спільно з Саїд-Ахмедом (Сейдяком) з роду Тайбугінів. Згодом приєднався до батька. Після смерті останнього оголосив себе ханом. 1595 року зумів увести татар Аялимської волості до Чорного городка. 1598 року перебрався до Ногайської Орди.
1598 року після смерті батька оголосив себе ханом. Призначив беклярбеком Алі, сина свого швагера Ораз-Мухаммеда. 1600 року відправив свого брата Іш-Мухаммеда (Ішима) до Москви з пропозицією стати вірним васалом в обмін на повернення Сибірського ханства. Згодом невеличкі сутички з московськими залогами межували з перемовинами.
1607 року Алі-хан здійснив напад на Тюмень, але зазнав поразки. До того ж у полон потрапила мати Алі. Того ж року разом з братами напав на татар Тюменського повіту, що сплачували ясак московському воєводі. Подіьні напади було згодом здійснено на околиці Тари та Тобольска. Під час нападу на останній потрапив у полон.
Отримав як уділ село Василево в Ростовському повіті. Мешкав у Ярославлі. У 1638 році упросив царя Михайла I відпустити до нього на поруки в Ярославль його сина Хансюера. У 1641 року переселився до Касимова, де й помер того ж року.